# Джузеппе Ачербі
Джузеппе Ачербі (італ. Giuseppe Acerbi; 1773—1846) — італійський натураліст, мандрівник, письменник, археолог, дипломат та етнограф. Його політичні погляди були дуже близькі до якобінців Франції.

## Біографія
Джузеппе Ачербі народився 3 травня 1773 р. в Кастель-Гоффредо в італійському регіоні Ломбардія.
У 1798 році успішно закінчив Університет Павії навчаючись на кафедрі права, і на той час володів декількома європейськими мовами, що згодом стало досить гарною підмогою в його подорожах. У 1798—1799 роках, разом зі шведським полковником Скіольдебрандом, провів масштабну поїздку Швецією, Фінляндії та Лапландії, за підсумками якої залишив дуже важливі дослідження в області етнографії, звичаїв та фольклору місцевих народностей. Він став чи не першим, хто дав докладний опис фінської сауни на мовах, зрозумілих більшості європейців.
На початку дев'ятнадцятого століття кілька років працював при посольстві у Франції, але після публікації його книги в 1802 році, в якій було чимало протестів проти політики Наполеона Бонапарта він був змушений закінчити свою дипломатичну кар'єру і повернувся на батьківщину.
Після падіння Наполеона у 1814 році знову протягом декількох років трудився на дипломатичній ниві. Будучи італійським консулом в Єгипті, взяв участь у знаменитій археологічної експедиції Жана Франсуа Шампольйона в Єгипет та Нубію, надавши їй посильну допомогу; неабиякою мірою завдяки цьому експедиція зібрала величезну кількість археологічного матеріалу для музеїв Мілану та Мантуї.
У 1816 року Ачербі заснував в Мілані журнал «Biblioteca italiana».
З 1834 р. до 1836 р. був консулом Австрії, цього разу у Венеції. В останні роки життя займався розбором накопиченого в різних експедиціях матеріалу, але частину своїх робіт так і не встиг опублікувати за життя.
Джузеппе Ачербі помер 25 серпня 1846 р. у рідному місті Кастель-Гоффредо.